# 누나가 다섯인 나는 혼자가 될 운명이야
《누나가 다섯인 나는 혼자가 될 운명이야》(有五個姊姊的我就註定要單身了啊) 또는 《누나가 다섯인 나는 혼자 살게 생겼어》는 야밍이 집필한 타이완의 라이트 노벨 작품이다. 일러스트는 마이즈샤오가 담당했다. 정식 한국어명은 없다.
2015년 8월 5일, 영화화가 발표되었다.

## 줄거리
리쾅롱(李狂龍)과 그의 친구 왕윈이는 모태솔로가 되는 것을 피하기 위해 내기를 했다. 미술수업에서 조(組) 배정을 받으면서 쉬신멍(徐心夢)과 조금씩 친해지기 시작했지만, 암흑 속에 숨겨진 넷째 누나 리진링이 필사적으로 막으려들자, 슬기를 발휘하며 저항한다. 이것은 여자친구를 만들고 싶은 평범한 고등학교 소년의 분투와 그것을 제지하려는 다섯 누나들의 이야기이다.

## 등장 인물

### 리家
리쾅롱(李狂龍)
막내이자 리家 유일한 막내이다. 극히 평범한 고등학교 2학년생으로 보인다. 이름은 유래는 이소룡. 아버지가 열렬한 팬이다.
리황링(李皇玲)
리쾅롱의 큰누나. 엄마 같은 누나로, 사실상 리家에서 가장 높은 지위를 가지고 있다.
리야링(李亞玲)
리쾅롱의 둘째 누나. 오랫동안 일본에서 살았다. 
리쉬안링(李玄玲)
리쾅롱의 셋째 누나. 눈 옆에 눈물 모양의 보라색 반점이 있다.
리진링/샤오링(李金玲/小玲)
리쾅롱의 넷째 누나. 리샹링과 쌍둥이이다. 중이병.
리샹링(李香玲)
리쾅롱의 다섯째 누나. 리진링과 쌍둥이이다. 어렸을 때부터 리쾅롱과 가장 오랜 시간을 보냈다.

### 성더고등학교(聖德高中)
쉬신멍(徐心夢)
리쾅롱과 같은 반.
왕윈이(王雲逸)
리쾅롱의 절친. 
양원양(楊文泱)
쉬신멍의 절친.
추이무화(崔墨花)
성더중학교의 「캠퍼스 아이돌」.
바이위안시(白元希)
연애분투결사(戀鬪社) 현임 사장.
요쉐즈(唷學姊)
연애분투결사(戀鬪社) 수호신.
쓰투정시(司徒正熙)
학생회장, 통칭 「사무용 기계」.
돤춘니우(段春紐)
학생회 부회장.

### 그 외
즈샤紫霞
잉허전문고등학교(映河高職資處科學生) 학생.
위쉬안(于宣)
잉허전문고등학교 학생.
즈닝(芷寧)
공청대학교(公誠大學) 체육계 학생.

## 간행 목록

### 소설
| 권수 | 젠돤출판        | 젠돤출판               | 표지 캐릭터 |
| 권수 | 발매일          | ISBN                   | 표지 캐릭터 |
| ---- | --------------- | ---------------------- | ----------- |
| 1    | 2014년 7월 4일  | ISBN 978-957-10-5618-0 | 리진링      |
| 2    | 2014년 8월 6일  | ISBN 978-957-10-5657-9 | 리샹링      |
| 3    | 2014년 10월 2일 | ISBN 978-957-10-5712-5 | 리쉬안링    |
| 4    | 2014년 12월 4일 | ISBN 978-957-10-5800-9 | 리야링      |
| 5    | 2015년 2월 11일 | ISBN 978-957-10-5877-1 | 리황링      |
| 6    | 2015년 4월 30일 | ISBN 978-957-10-5932-7 | 쉬신멍      |
| F    | 2015년 8월 6일  | ISBN 978-957-10-6082-8 | 리샹링      |

### 설정집
| 권수 | 젠돤출판       | 젠돤출판               | 표지캐릭터               |
| 권수 | 발매일         | ISBN                   | 표지캐릭터               |
| ---- | -------------- | ---------------------- | ------------------------ |
| 1    | 2015년 8월 6일 | ISBN 978-957-10-6102-3 | 리황링, 리쉬안링, 리야링 |

## 영화
2015년 8월, 영화화가 발표됐다. 원래 2016년 7월 공개 예정이었지만, 2018년으로 미루어졌다.